# Ташкичу (Татарстан)
Ташкичу (тат. Ташкичү) — село в Арском районе Республики Татарстан, в составе  Ташкичинского сельского поселения.

## География
Село находится на реке Ашит, в 33 км к северу от города Арск.

## История
В «Списке населенных мест по сведениям 1859 года», изданном в 1866 году, населённый пункт упомянут как казённая деревня Ташкичу (Кудайловская Пустошь) 2-го стана Казанского уезда Казанской губернии. Располагалась при речке Ашите, по правую сторону большого торгового тракта из Казани в Уржум, в 70 верстах от губернского города Казани и в 30 верстах от становой квартиры в заштатном городе Арске. В деревне в 134 дворах жили 960 человек (504 мужчины и 456 женщин). Была мечеть.